# الميسري (درعا)
الميسري هي منطقة أثرية تقع في سوريا على بعد 4 كلم جنوب شرق مدينة درعا على أطراف وادي الزيدي.

## تاريخ
المنطقة التي تقع في وادي تحتوي على ينابيع مما جذب الاستيطان منذ العصر الحجري القديم، بالإضافة إلى آثار تعود للعصر البرونزي والفترة البيزنطية. تتميز المنطقة بانتشار الكهوف التي تحتوي رسومات ونقوش صخرية بالإضافة إلى الأدوات المستخدمة في الفترات المختلفة.